# Clostridium formicaceticum
Clostridium formicaceticum è una specie di batterio appartenente alla famiglia delle Clostridiaceae.